# Salmincola siscowet
Salmincola siscowet is een eenoogkreeftjessoort uit de familie van de Lernaeopodidae. De wetenschappelijke naam van de soort is voor het eerst geldig gepubliceerd in 1874 door Smith S.I..